# Kšyštof Lavrinovič
Kšyštof Lavrinovič (1 de noviembre de 1979, Vilna, Lituania) es un jugador profesional de baloncesto que actualmente juega en el London City Royals de la British Basketball League. Kšyštof tiene un hermano gemelo también jugador de baloncesto, Darjuš Lavrinovič.

## Biografía

### Club
Empezó a jugar en el junior del Alytus e hizo su debut profesional en 1997. Siguió en este mismo equipo hasta el 2002 haciendo buenos partidos, hasta que fichó por el Ural Great ruso.
En su primer año en este equipo hizo una temporada bastante buena,pero su segunda temporada realizó su mayor salto de juego anotando 16,6 puntos por partido y un 44,4 % desde la línea de tres puntos.
El MBC Dinamo Moscú no tardó fijarse en el y le fichó, estando tan solo una temporada en este club. En el 2005 se fue al Unics Kazán, teniendo siempre buenos porcentajes tanto de puntos como de acierto de tiro.
El Montepaschi Siena le fichó viendo su rendimiento y su experiencia, en este equipo es donde ha logrado sus mayores logros individualmente como en equipo.En 2008 y 2009 se habló mucho su fichaje por el Regal Barça, pero al final se quedó en Siena renovando por 3 temporadas.
En 2016, los gemelos más famosos del baloncesto europeo, Ksistof y Darjus Lavrinovic, continuarán su carrera deportiva en el Lietkabelis lituano, equipo que disputará Liga y Eurocup.  Ksistof proviene del Lietuvos Rytas, donde aportó 7.1 puntos y 3.2 rebotes en la LKL, y 13.8 puntos y 3.8 rebotes en la Eurocup.

### Selección
Lavrinovič es un habitual en las convocatorias de la Selección Lituana,ha ganado dos medallas con Lituania, ambas en Eurobasket, un Oro en 2003 y un Bronce en 2007.
También ha disputados 2 Juegos Olímpicos, pero no con tanta suerte ya que en 2008 quedaron cuartos.

## Palmarés

### Club
- LEGA: 5

Mens Sana Siena: 2008, 2009, 2010, 2011, 2012
- Supercopa Italia: 5

Mens Sana Siena: 2008, 2009, 2010, 2011
- Copa Italia: 4

Mens Sana Siena: 2009, 2010, 2011, 2012
- Copa de Rusia: 1

Ural Great Perm': 2004